# Biuletyn Statystyczny
Biuletyn Statystyczny – miesięcznik wydawany od 1957 roku w Warszawie przez Główny Urząd Statystyczny (początkowo w objętości 48 stron, później 166 stron).
Zawartość: systematycznie aktualizowane miesięczne i kwartalne dane liczbowe o życiu gospodarczym i społeczno-kulturalnym kraju, kwartalne szacunki PKB, informacje z zakresu demografii, rynku pracy, wynagrodzeń, świadczeń społecznych, cen, pieniądza, finansów publicznych, rolnictwa, przemysłu, budownictwa, transportu, handlu. Wybrane dane według województw, sekcji i działów PKD, grupy przemysłowe MIGs, sekcje SITC, wybrane wyroby według PKWiU, grupy COICOP, sektory własności. Wybrane dane o państwach członkowskich Unii Europejskiej.
Czasopismo jest wydawane w językach polskim i angielskim.
Ostatnim numerem w formie drukowanej był 2020 nr 1, kolejne ukazują się wyłącznie w wersji elektronicznej.